# コーディー・テイラー
コーディー・テイラー（Codie Taylor、1991年3月31日 - ）は、スーパーラグビー・パシフィッククルセイダーズに所属するラグビーユニオン選手。

## プロフィール
- ニュージーランド・レヴィン出身[1]。
- ポジションはフッカー(HO)。
- 身長 183cm、体重 106kg[2]
- U20ニュージーランド代表に選ばれたことがある[3]。
- マオリ・オールブラックスに選ばれたことがある[4]。
- ニュージーランド代表キャップは75（2023年7月現在）でワールドカップ2015・2019・ラグビーワールドカップ2023のニュージーランド代表に選ばれた[5][6]。

## 略歴
カンタベリーを経て、2013年、クルセイダーズに加入。